# وینترز (کالیفرنیا)
وینترز (به انگلیسی: Winters) شهری در شهرستان یولو ایالت کالیفرنیا است که در سرشماری سال ۲۰۱۰ میلادی، ۶۶۲۴ نفر جمعیت داشته است.